# Leopold Biwald

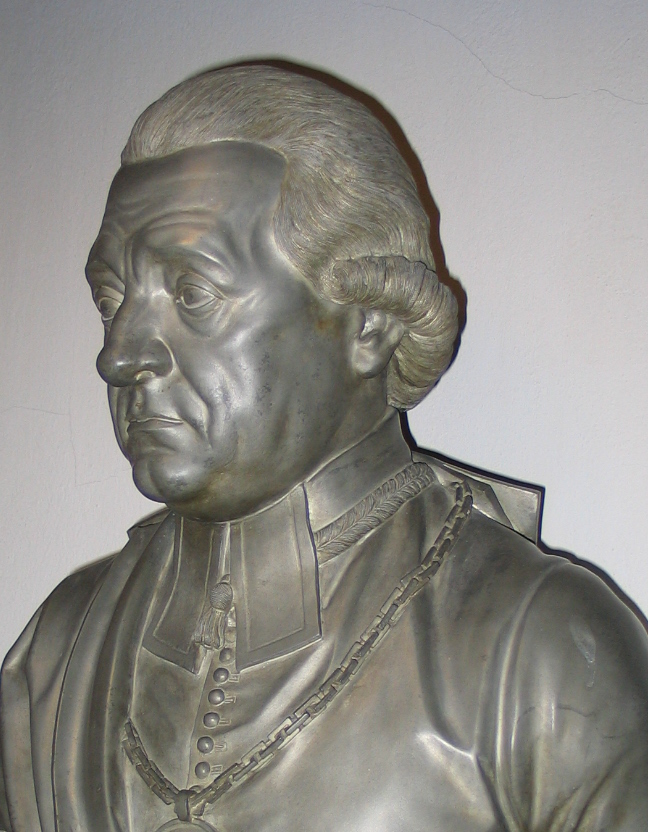
Biwald-Büste von J. M. Fischer (1807)

Leopold Gottlieb Biwald (* 26. Februar 1731 in Wien; † 8. September 1805 in Graz) war ein österreichischer Jesuit, Naturforscher und Professor an der Universität Graz.
Im Alter von 16 Jahren trat Biwald in den Jesuiten-Orden ein. Er wurde Rhetorik-Lehrer am Gymnasium in Laibach, promovierte zum Dr. theol. und wurde 1761 Professor für Logik und bald danach für Physik an der Universität Graz. 1786–1787 und 1798–1799 war er dort Rektor.
Neben seiner Beschäftigung mit Physik war auch die Naturphilosophie Biwald ein großes Anliegen. Auf zahlreichen Wanderungen hat er laufend ihm unbekannte Pflanzen gesammelt um sie später zu analysieren und zu katalogisieren, ganz im Sinne von Carl von Linné.
Seine von Johann Martin Fischer 1807 gestaltete Büste (siehe Bild) steht im großen Lesesaal der Universitätsbibliothek Graz.

## Schriften
- Theoria philosophiae naturalis, redacta ad unam legem virium in natura existentium auctore J. R. Boscovich S. J. ab ipso perpolita et aucta. Ex prima Editione Veneta cum Catalogo operum ejus ad annum 1763. Graz 1765
- De objectivi Micrometri usu in Planetarum diametris metiendis. Exercitatio optico-astronomica habita in Coll. P. P. S. J. Rom 1765; Graz 1768.
- Physica generalis et particularis quam auditorium philosophiae usibus accomodavit Leopoldus Biwald etc. etc. Graz 1766; 2. Aufl. 1769; 3. Aufl. 1774. (Ein damals viel beachtetes Lehrbuch der Physik)
- Selectae ex amoenitatibus academicis Caroli Linnaei dissertationes ad universam naturalem historiam pertinentes, quas edidit et additamentis auxit L. B. e. S. J. Graz 1764
- Dissertatio de studii physici perpetuis mediis et cum scientiis reliquis nexu. 1767